# Tragikus nyitány
A Tragikus nyitány Johannes Brahms op. 81-es szimfonikus műve. 1880 nyarán írta, és a bemutatója még az év végén megtörtént.

## A mű születése
Brahms összesen két zenekari nyitányt írt, gyakorlatilag egy időben. A Tragikus nyitányt és az Akadémiai ünnepi nyitányt is 1880 nyarán Bécsben komponálta. A vidám diáknótákat és a Gaudeamust feldolgozó Akadémiai ünnepi nyitány mellett egyszerűen szükségét érezte, hogy egy sötétebb hangvételű művet is írjon. „Az egyik sír, a másik nevet” – írta a két kompozíciót jellemezve. Max Kalbeck, Brahms életrajzírója szerint a nyitány valójában egy tervezett Faust kísérőzenéhez készült, ami a Burgtheater számára készült volna.
A mű bemutatója megelőzte az Akadémiai ünnepi nyitányét: 1880 decemberében volt Bécsben, a Bécsi Filharmonikusokat Richter János vezényelte.
A komponista a bemutató után, 1881-ben, Bad Ischlben átdolgozta művét.

## A zene
A nyitány hangvétele komornak mondható, amit már a kezdet két súlyos ütése előre jelez. A mű a komponista általános kedélyvilágát jellemzi, amely stílusjegyek itt is és gyakorlatilag egész életművében megfigyelhetők: a tömör hangszerelés, a mélyvonósok kiemelt szerepe, a határozott komplementer ritmika és a visszafogott romantikus hangvétel. Szakértők egy része Brahms kompozíciójában bizonyos formai hasonlóságokat fedezett fel Ludwig van Beethoven Coriolan nyitányával.

## Hangszerelés
A szimfónia előadói apparátusa: piccolo, két fuvola, két oboa, két klarinét, két fagott, négy kürt, két trombita, három harsona, tuba, üstdob és a vonós hangszerek.
Előadása – tempóválasztástól függően – mintegy 13 és fél percet vesz igénybe.

## Hallgassuk meg!
Brahms: Tragikus nyitány

## Fordítás
- Ez a szócikk részben vagy egészben  a   Tragic Overture című angol Wikipédia-szócikk ezen változatának fordításán alapul.  Az eredeti cikk szerkesztőit annak laptörténete sorolja fel. Ez a jelzés csupán a megfogalmazás eredetét és a szerzői jogokat jelzi, nem szolgál a cikkben szereplő információk forrásmegjelöléseként.